# UB-89号潜艇
陛下之UB-89号艇是德意志帝国海军于第一次世界大战期间建造的其中一艘UB-III型近岸潜艇或称U艇。它由汉堡的伏尔铿船厂承建，于1917年12月22日新船下水，至1918年2月25日交付使用。其全长55.52米，水面及水下排水量分别为510吨和640吨，艇载武器则包括五具500毫米鱼雷发射管以及一门105毫米口径甲板炮。UB-89号入役后曾被部署至第二区舰队，并参与了大西洋潜艇战。在三次巡逻期间，该艇合共仅击沉了2艘协约国或中立国商船，容积总吨累计为373吨。1918年10月21日，UB-89号在基尔附近与小巡洋舰法兰克福号发生碰撞并沉没。其残骸随后被打捞上岸，于1919年被拖曳至英国正式投降，至1920年在多德雷赫特拆解报废。

## 设计
UB-89号是汉堡伏尔铿船厂承建的UB-III型第三批次（UB-88至UB-102号）的二号艇，由德意志帝国海军潜艇监察局于1917年2月6日订购，至同年12月22日下水。其全长55.52米，舷宽5.76米。艇体采用双壳体结构，水面及水下排水量分别为510吨和640吨，浮起时的吃水深度为3.73米。由于无需像UC-II型艇那样提供水雷布设装置，设计工程师对潜艇舷弧进行了优化，增大了司令塔体积，配备两具潜望镜，司令塔与控制室之间增加一道水密舱壁。这些改进显著提高了潜艇的水下机动性和生存力。为了达到更高的航速，UB-89号采用两台猛狮-伏尔铿六缸四冲程550匹公制馬力（405千瓦特）柴油机用于水面运行，以及两台394匹公制馬力（290千瓦特）的西门子-舒克特电动发电机用于水下航行；水面最高航速13節（24每小時），水下7.4節（13.7每小時）；能够在水面以6節（11每小時）航速续航7,120海里（13,190），或以4節（7.4每小時）连续在水下航行55海里（102）而无需充电。
UB-89号的主武器为五具500毫米艇艏鱼雷发射管，其中艇艏四具采用层叠式布局分居两侧、艇艉一具，并可搭载合共10枚G6型鱼雷。辅助武器则是一门105毫米45倍径速射炮。其标准船员编制为3名军官加31名水兵。

## 服役历史
1918年2月25日，UB-89号在前U-71和UB-64号艇长、海军上尉瓦尔特·古德的指挥下正式入役，随即展开海试。完成海试后，该艇同年5月5日被编入北海战区的第二潜艇区舰队，并参与了大西洋潜艇战，足迹遍及设得兰群岛、赫布里底群岛和托里岛沿岸。在三次巡逻期间，UB-89号合共仅击沉了2艘英国商船，容积总吨累计为373吨。其中，121总吨的挪威渔船阿斯塔号（Asta）于7月25日在赫布里底群岛西北偏西约60海里（110）遭UB-89号的官兵截停并登船炸沉；而注册吨位为252吨的俄国三桅纵帆船艾玛号（Emma）则是8月9日在斯卡格拉克海峡的利文根对开约37海里（69）处同样遭截停及登船炸沉。
1918年10月21日19:08，UB-89号在基尔的霍尔特瑙附近不慎与小巡洋舰法兰克福号发生碰撞并沉没，造成潜艇7名官兵罹难。其残骸于10月30日由半潜打捞船独眼巨人号打捞上岸，但由于临近战争结束，它没有得到修复，也未能进一步服役。战后，根据对德停战协定的要求，UB-89号于1919年3月7日需要被引渡至英国正式向协约国投降，但它却在航行途中偏离了航线，被带到荷兰的艾默伊登。它最终于1920年在多德雷赫特拆解报废。

## 袭击历史摘要
| 日期          | 船名     | 船籍       | 吨位 | 结局 |
| ------------- | -------- | ---------- | ---- | ---- |
| 1918年7月25日 | 阿斯塔号 | 丹麦       | 121  | 击沉 |
| 1918年8月9日  | 艾玛号   | 俄罗斯帝国 | 252  | 击沉 |

## 脚注
1. ↑  Rössler，第61頁.
2. 1 2  Helgason, Guðmundur. . German and Austrian U-boats of World War I - Kaiserliche Marine - Uboat.net.   [2022-05-18].
3. 1 2 3 4 5  Gröner 1991，第25-30頁.
4. 1 2  Helgason, Guðmundur. . German and Austrian U-boats of World War I - Kaiserliche Marine - Uboat.net.   [2015-03-09].
5. ↑  陈进，第239頁.
6. ↑  NARS，第54頁.
7. 1 2  Helgason, Guðmundur. . German and Austrian U-boats of World War I - Kaiserliche Marine - Uboat.net.   [2015-03-09].
8. ↑  Helgason, Guðmundur. . German and Austrian U-boats of World War I - Kaiserliche Marine - Uboat.net.   [2022-05-18].
9. ↑  Helgason, Guðmundur. . German and Austrian U-boats of World War I - Kaiserliche Marine - Uboat.net.   [2022-05-18].
10. ↑  Gray，第246頁.
11. ↑  Herzog，第95頁.